# Стара Буланівка
Стара Буланівка — колишній населений пункт в Кіровоградській області у складі Кіровоградського району.

## Стислі відомості
В 1930-х роках — у складі Зинов'євського району Одеської області; підпорядковувалось Гаївській сільській раді.
В часі Голодомору 1932—1933 років від нелюдської смерті померло не менше 10 людей.
Дата зникнення невідома. 